# 谷麗光
谷 麗光（たに れいこう、1902年11月15日 - 没年不詳）は、日本の俳優である。本名井上 榮一郎（いのうえ えいいちろう）。松竹キネマの蒲田・大船の時代、多く喜劇映画の名脇役として活躍した。

## 人物・来歴
1902年（明治35年）11月15日、東京府東京市日本橋区蛎殻町（現在の東京都中央区日本橋蛎殻町）に生まれる。
専修大学経済学部に進学するが、中途退学し、1924年（大正13年）7月、設立直後の築地小劇場に研究生として参加する。同年8月、松竹キネマが松竹蒲田撮影所内に設けた俳優養成所に移る。翌1925年4月に公開された牛原虚彦・島津保次郎共同監督による『大地は微笑む』全3篇に出演して、満22歳で映画界にデビューした。『日本映画俳優名鑑 昭和九年版』（映画世界社）によれば、同年12月1日、松竹蒲田撮影所に入社するとある。クレジットもない端役出演の長い下積みを経て、1931年（昭和6年）8月15日、満28歳のときに公開された小津安二郎監督の『東京の合唱』で社長役を拝命、以降、同年10月16日公開、成瀬巳喜男監督の『髭の力』、翌1932年（昭和7年）1月29日公開、小津安二郎監督の『春は御婦人から』と立て続けに「社長」役を演じた。1933年（昭和8年）1月4日、田中絹代が大幹部待遇、葛木文子、及川道子、飯塚敏子、竹内良一、岡譲二が幹部、小林十九二、坂本武が幹部待遇、小倉繁、逢初夢子、水久保澄子、大日方伝、藤井貢が準幹部に昇進したときに、谷もようやく香取千代子とともに準幹部待遇に昇進している。翌1934年（昭和9年）に発行された『日本映画俳優名鑑 昭和九年版』によれば、蒲田区道塚町189番地（現在の大田区新蒲田3丁目）に住み、身長は5尺4寸（約163.6センチメートル）、体重は13貫（約48.8キログラム）、趣味は音楽で、中華料理が嗜好であるという。
1936年（昭和11年）1月15日、撮影所が大船に移転した後も、ひきつづき松竹大船撮影所に所属し、名脇役と呼ばれるようになっていく。1942年（昭和17年）の戦時体制以降の出演作は、同年4月1日、満39歳のときに公開された、小津安二郎監督の『父ありき』が最初で最後であり、戦時中の出演作クレジットは見当たらない。
第二次世界大戦終結後も、五所平之助の監督作に、製作会社を問わず顔を出した。満54歳のときに出演した、1956年（昭和31年）6月8日公開、五所平之助監督の『或る夜ふたたび』以降の出演記録が見当たらない。テレビ映画、テレビドラマの出演記録はない。没年不詳。

## フィルモグラフィ

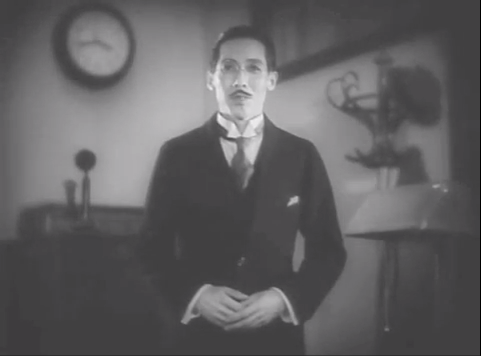
『非常線の女』（1933年）出演時、満30歳。

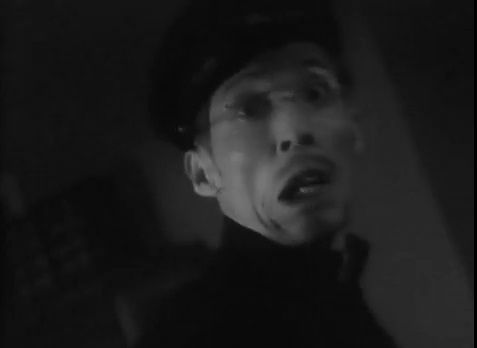
『夜ごとの夢』（1933年）出演時、満30歳。

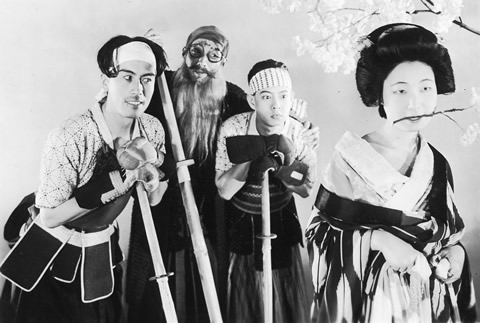
『爆弾花嫁』（1935年）出演時、満32歳。左から小倉繁、谷、阿部正三郎、柳井小夜子。

特筆以外すべてクレジットは「出演」である。公開日の右側には役名、および東京国立近代美術館フィルムセンター（NFC）、マツダ映画社所蔵等の上映用プリントの現存状況についても記す。同センター等に所蔵されていないものは、とくに1940年代以前の作品についてはほぼ現存しないフィルムである。

### 松竹蒲田撮影所
すべて製作は「松竹蒲田撮影所」、すべて配給は「松竹キネマ」、特筆以外すべてサイレント映画である。
- 『大地は微笑む 前篇』 : 監督牛原虚彦・島津保次郎、1925年4月10日公開[1][3]
- 『大地は微笑む 中篇』 : 監督牛原虚彦・島津保次郎、1925年4月17日公開[1][3]
- 『大地は微笑む 後篇』 : 監督牛原虚彦・島津保次郎、1925年4月17日公開[1][3]

- 『東京の合唱』 : 監督小津安二郎、1931年8月15日公開 - 社長、89分尺で現存（NFC所蔵[7]）
- 『髭の力』 : 監督成瀬巳喜男、1931年10月16日公開 - 社長
- 『夜はお静かに』 : 監督佐々木康、1932年1月14日公開 - 会社員笠間
- 『春は御婦人から』 : 監督小津安二郎、1932年1月29日公開 - 岡崎商事会社社長
- 『偉くなれ』 : 監督成瀬巳喜男、1932年4月15日公開 - 課長
- 『乳姉妹』 : 監督野村芳亭、1932年5月13日公開 - 松平家家扶村井、136分尺で現存（NFC所蔵[7]）
- 『女は寝て待て』 : 監督斎藤寅次郎、1932年10月20日公開
- 『花嫁の寝言』 : 監督五所平之助、トーキー、1933年1月14日公開 - 落第生日山、57分尺で現存（NFC所蔵[7]）
- 『恋の花咲く 伊豆の踊子』 : 監督五所平之助、サウンド版、1933年2月2日公開 - 薬売りの男、124分尺で現存（NFC所蔵[7]）
- 『非常線の女』 : 監督小津安二郎、1933年4月27日公開 - 秘書、120分尺で現存（NFC所蔵[7]）
- 『夜ごとの夢』 : 監督成瀬巳喜男、1933年6月8日公開 - 守衛、64分尺で現存（NFC所蔵[7]）
- 『男やもめの厳さん』 : 監督斎藤寅次郎、1933年7月27日公開[1]
- 『出来ごころ』 : 監督小津安二郎、1933年9月7日公開 - 床屋、115分尺で現存（NFC所蔵[7]）
- 『僕の丸髷』 : 監督成瀬巳喜男、1933年9月21日公開 - 社員・並木
- 『愛撫』（ラムール） : 監督五所平之助、1933年11月9日公開 - 俥夫清吉、113分尺で現存（NFC所蔵[7]）
- 『銀色夜叉』 : 監督佐々木恒次郎、1934年2月15日公開 - 富山唯継、43分尺で現存（NFC所蔵[7]）
- 『限りなき舗道』 : 監督成瀬巳喜男、1934年4月26日公開 - 山内家の家令、87分尺で現存（NFC所蔵[7]）
- 『花婿奮戦』 : 監督佐々木恒次郎、1934年5月公開 - 主演
- 『惚れた強味』 : 監督宗本英男、1934年8月30日公開
- 『腰の抜けた女』 : 監督斎藤寅次郎、1934年9月6日公開
- 『与太者と花嫁』（『與太者と花嫁』） : 監督野村浩将、サウンド版、1934年10月6日公開 - 食堂の客、93分尺で現存（NFC所蔵[7]）
- 『浮草物語』 : 監督小津安二郎、サウンド版、1934年11月23日公開 - とっつあん、86分尺で現存（NFC所蔵[7]）
- 『坊や万才』 : 監督宗本英男、1935年2月9日公開 - （主役級）
- 『東京の英雄』 : 監督清水宏、サウンド版、1935年3月7日公開 - 洋服屋、64分尺で現存（NFC所蔵[7]）
- 『子宝騒動』 : 監督斎藤寅次郎、1935年3月21日公開 - 34分尺で現存（マツダ映画社所蔵[12]）
- 『母の恋文』 : 監督野村浩将、トーキー、1935年4月18日公開 - 社員三島、106分尺で現存（NFC所蔵[7]）
- 『春琴抄 お琴と佐助』 : 監督島津保次郎、トーキー、1935年6月15日公開 - 金どん、100分尺で現存（NFC所蔵[13]）
- 『爆弾花嫁』 : 監督佐々木啓祐・斎藤寅次郎、サウンド版、1935年10月15日公開 - 彦左ヱ門（主演）、22分尺で現存（NFC所蔵[7]）
- 『人生のお荷物』 : 監督五所平之助、トーキー、1935年12月10日公開 - 社員 南、66分尺で現存（NFC所蔵[7]）
- 『新婚三塁打』 : 監督斎藤寅次郎、サウンド版、1935年12月19日公開

### 松竹大船撮影所
すべて製作は「松竹大船撮影所」、特筆以外すべて配給は「松竹キネマ」、以降すべてトーキーである。
- 『有りがたうさん』 : 監督清水宏、1936年2月27日公開 - 医者、76分尺で現存（NFC所蔵[7]）
- 『朧夜の女』 : 監督五所平之助、1936年5月14日公開 - 職人、111分尺で現存（NFC所蔵[7]）
- 『自由の天地』 : 監督清水宏、1936年6月25日公開
- 『男性対女性』 : 監督島津保次郎、1936年8月29日公開 - 132分尺で現存（NFC所蔵[7]）
- 『少年航空兵』 : 監督佐々木康、1936年9月18日公開 - 農事試験場員、100分尺で現存（NFC所蔵[7]）
- 『人妻椿 前篇』 : 監督野村浩将、1936年10月4日公開 - 塚本支配人、80分尺で現存（NFC所蔵[7]）、69分尺で現存（NFC所蔵[7]）
- 『新道 前篇朱実の巻』（『新道 前篇』） : 監督五所平之助、1936年11月30日公開 - 一平の同僚、64分尺で現存（NFC所蔵[7]）
- 『花籠の歌』 : 監督五所平之助、1937年1月14日公開 - その亭主富太郎（寅太郎[7]）、69分尺で現存（NFC所蔵[7]）
- 『女醫絹代先生』[7]（『女医絹代先生』） : 監督野村浩将、1937年4月29日公開 - 子息 総一郎、現存（日本名画遺産DVD） / 64分尺で現存（NFC所蔵[14]）
- 『奥様に知らすべからず』 : 監督渋谷実、1937年5月20日公開 - 火の番、61分尺で現存（NFC所蔵[7]）
- 『男の償ひ 後篇』 : 監督野村浩将、1937年8月24日公開 - 保険集金員、67分尺で現存（NFC所蔵[7]）
- 『水郷情歌 湖上の靈魂』 : 監督宗本英男、1937年9月16日公開 - 73分尺で現存（NFC所蔵[7]）
- 『風の中の子供』 : 監督清水宏、1937年11月11日公開 - 医師、86分尺で現存（NFC所蔵[7]）
- 『生活の勇者』 : 監督恒吉忠康・深田修造、1938年4月7日公開 - 洋服屋、59分尺で現存（NFC所蔵[7]）
- 『第一線の人々』 : 監督深田修造、1938年11月20日公開 - 職工B、9分の断片が現存（NFC所蔵[7]）
- 『南風』 : 監督渋谷実、1939年2月15日公開 - ペンキ屋、72分尺で現存（NFC所蔵[15]）
- 『妹の晴着』 : 監督宗本英男、1939年4月8日公開 - 並木の同僚、81分尺で現存（NFC所蔵[7]）
- 『あこがれ』 : 監督原研吉、1939年5月25日公開 - 柳助、72分尺で現存（NFC所蔵[7]）
- 『新しき家族』 : 監督渋谷実、1939年9月7日公開 - 新聞記者
- 『波濤』 : 監督原研吉、1939年10月13日公開 - アパートの主人、100分尺で現存（NFC所蔵[7]）
- 『狐』 : 監督渋谷実、1939年10月24日公開 - 島崎、27分尺で現存（NFC所蔵[7]）
- 『涙の責任 前篇・後篇』 : 監督蛭川伊勢夫、1940年2月15日公開 - 与太者、101分尺で現存（NFC所蔵[7]）
- 『美しき隣人』 : 監督大庭秀雄、1940年5月23日公開 - 課長、現存（松竹所蔵、衛星劇場HDで放映[16]）
- 『都会の奔流』 : 監督佐々木啓祐、1940年6月13日公開 - 岡沼、93分尺で現存（NFC所蔵[7]）
- 『木石』 : 監督五所平之助、1940年8月1日公開 - 小使、124分尺で現存（NFC所蔵[7]）
- 『くろがねの力』 : 監督佐々木啓祐、1940年8月29日公開 - 42分尺で現存（NFC所蔵[7]）
- 『戸田家の兄妹』 : 監督小津安二郎、1941年3月1日公開 - 写真屋、105分尺で現存（NFC所蔵[7]）
- 『父ありき』 : 監督小津安二郎、配給映画配給社、1942年4月1日公開 - 漢文の先生、87分尺で現存（NFC所蔵[7]）

### 戦後
- 『鷄はふたたび鳴く』 : 監督五所平之助、製作・配給新東宝、1954年11月30日公開 - 池田刑事[8]、118分尺で現存（NFC所蔵[7]）
- 『或る夜ふたたび』 : 監督五所平之助、製作歌舞伎座、配給松竹、1956年6月8日公開 - 役名不明、99分尺で現存（NFC所蔵[7]）